# Ella Müller-Payer
Ella Müller-Payer (geboren als Ella Payer; * 13. Oktober 1879 in Stuttgart; † 5. Juli 1957 ebenda) war eine deutsche Politikerin der Deutschen Demokratischen Partei (DDP). Im Jahr 1919 gehörte sie zu der kleinen Gruppe politisch aktiver Frauen, die in die insgesamt 150 Sitze umfassende Verfassunggebende Landesversammlung im neu entstandenen Volksstaat Württemberg gewählt wurden. Von 1919 bis 1920 war sie württembergische Landtagsabgeordnete.

## Leben
Ella Payer wurde im Herbst 1879 in der württembergischen Landeshauptstadt Stuttgart als Tochter des Juristen und späteren Vizekanzlers des Deutschen Kaiserreiches, Friedrich Payer, und seiner Ehefrau Alwine Louise, geborene Schöninger (1854–1936), geboren. Sie wuchs mit ihrem älteren Bruder Friedrich Adolf (1877–1961) in Stuttgart auf.
Payer engagierte sich wie ihr Vater politisch und wurde nach Einführung des Frauenwahlrechts Mitglied der linksliberalen Deutschen Demokratischen Partei.
Am 13. April 1901 heiratete sie in der Stuttgarter Stiftskirche den Juristen Albert Friedrich Müller (1870–1953), der in die Kanzlei ihres Vaters eintrat. Der einzige Sohn des Ehepaares, Hans Georg Müller-Payer (1902–1972), wurde ebenfalls Jurist. Er betätigte sich auch als Autor, Übersetzer und Redakteur; unter anderem war er Schriftleiter der landeskundlichen Beilage des Staatsanzeigers für Baden-Württemberg.
Im Alter von 39 Jahren wurde Ella Müller-Payer bei der Landtagswahl am 12. Januar 1919 als eine von 13 Frauen in die Verfassunggebende Landesversammlung des Volksstaates Württemberg gewählt, die insgesamt 150 Sitze umfasste. Von Januar 1919 bis Juni 1920 war sie Mitglied des württembergischen Landtags. Sie war Mitglied im Legitimationsausschuss, im Ausschuss für den Entwurf eines Gesetzes zum Gemeindewahlrecht und der Gemeindevertretung sowie im Ausschuss zur Beratung des Entwurfs eines Landtagswahlgesetzes. Da sie im parlamentarischen Betrieb jedoch nicht so viel Befriedigung gefunden hatte wie ihr Vater, kandidierte sie bei der folgenden Landtagswahl am 6. Juni 1920 nicht erneut.
Über ihr Leben in der Folgezeit ist wenig bekannt. Gemeinsam mit ihren Eltern baute sie im renommierten Stuttgarter Stadtteil Gänsheide im Jahr 1926 ein Zweifamilienhaus. In diesem Gebäude an der Adresse Gänsheidestraße 67 befindet sich heute die gemeinnützige Medienvertriebsgesellschaft Matthias Film gGmbH.
Müller-Payer war Autorin eines Mundarthörspiels mit dem Titel Das Häusle. Ein heiteres Spiel, das vom Süddeutschen Rundfunk produziert und am 19. Oktober 1952 im Rahmen der Sendereihe Aus unserer Heimat erstmals ausgestrahlt wurde.
Im Mai 1953 starb ihr Ehemann. Ella Müller-Payer starb am 5. Juli 1957 in ihrer Heimatstadt Stuttgart.